# USS Jimmy Carter (2005)
De USS Jimmy Carter (SSN-23) is een atoomduikboot uit de Seawolfklasse (genoemd naar de vis de zeewolf) van de Amerikaanse marine. Het schip werd gebouwd door de divisie "Electrical Boat" van de firma General Dynamics, in Groton (Connecticut) en in 2004 opgeleverd.

## Geschiedenis
De opdracht voor de bouw van de Jimmy Carter werd gegeven op 29 juni 1996; de kiel werd gelegd op 5 december 1998. De onderzeeboot zou eind 2001 in gebruik worden genomen, maar op 10 december 1999 kreeg Electric Boat de bijkomende opdracht van 887 miljoen dollar om de Carter uit te rusten met een Multi-Mission-Platform voor het uitzetten van minionderzeeërs of drones, operaties van speciale eenheden (Navy SEALs), en de montage van een Dry Deck Shelter. Door deze uitbreiding werd de boot 30 meter langer, ca. 2000 ton zwaarder en twee knopen langzamer. Bovendien werden bijkomende stabilisatoren aangebracht om de onderzeeër ter plaatse te laten zweven bij sterke stroming. De Carter vervangt de oudere USS Parche van de Sturgeon-klasse.

## Ingebruikname
De Jimmy Carter werd op 5 juni 2004 gedoopt door de voormalige first lady Rosalynn Carter. Het schip werd genoemd naar Jimmy Carter, de 39e president van de Verenigde Staten, die een staat van dienst had op de onderzeeër USS Pomfret (SS-391) van de Amerikaanse marine.
Op 19 november 2004 werd de testfase (alpha sea trials) afgesloten; op 22 december volgde de overdracht aan de US Navy, die de Carter op 19 februari 2005 in bedrijf stelde, met als thuisbasis Bangor Trident Base aan de Amerikaanse westkust. Commandanten waren achtereenvolgens David Bartholomew, Robert D. Kelso, David Honabach en Brian Davies.

## Spionage
Intussen is gebleken dat de Jimmy Carter speciaal is uitgerust voor het afluisteren van onderzeese glasvezelkabels. Aangezien het onzeker is of de praktische problemen met het onderzees aftappen al volledig zijn overwonnen, wordt deze techniek wellicht alleen toegepast op onderzeekabels die niet aan land komen in de Verenigde Staten of het Verenigd Koninkrijk. Het monitoren van onderzeese kabels is mogelijk strijdig met internationale verdragen. Hoewel de techniek reeds sedert 2001 bekend was, kreeg het bericht pas ruimere aandacht na de onthullingen van Edward Snowden in 2013 inzake de grootschalige afluisterpraktijken van de NSA.